# Galicijska koza
Galicijska koza (gal. Cabra galega) je autohtona pasmina (rasa) domaće koze koja živi na području Galicije, u španjolskim pokrajinama Lugo i Ourense. Brojnost pasmine se procijenjuje na oko 1000 jedinki.
U galicijske koze se spolni dimorfizam očituje u različitoj visini i kilaži mužjaka i ženki, kao i u vanjskom izgledu. Tako su ženke prosječne visine 65 cm i težine 55 kg, dok mužjaci dosežu i 75 cm i 70 kg.
Španjolsko Ministarstvo poljoprivrede, prehrane i okoliša u suradnji s galicijskim vlastima provodi program zaštite galicijske koze.